# Sallins
Sallins (Na Solláin en irlandais, « les saules ») est une ville du comté de Kildare en république d'Irlande, Est située à 3,5 km de Naas.
Sallins s'est développée grâce à la proximité du Grand Canal, ainsi que de la voie ferrée Dublin – Cork/Limerick.
La tombe de Theobald Wolfe Tone, qui est inhumé dans un village proche de Sallins, est commémorée chaque été par des hommes politiques et des groupes paramilitaires.
D'après le recensement de 2011, la ville de Sallins compte 5 283 habitants.